# Поенегамок
Поенегамок (фр. Pohénégamook) је град у Канади у покрајини Квебек. Према резултатима пописа 2011. у граду је живело 2.770 становника.

## Становништво
Према резултатима пописа становништва из 2011. у граду је живело 2.770 становника, што је за 5,8% мање у односу на попис из 2006. када је регистровано 2.940 житеља.
| 2006. | 2011. |
| ----- | ----- |
| 2.940 | 2.770 |